# 聖保羅斯 (北卡羅萊納州)
聖保羅斯（英語：St. Pauls）是一個位於美國北卡羅萊納州羅伯遜縣的城鎮。

## 人口
根據2020年美國人口普查的數據，聖保羅斯的面積為4.22平方千米，皆為陸地。當地共有人口2045人，而人口密度為每平方千米485人。